# John C. Gittins
John Charles Gittins (né en 1938) est un chercheur en probabilité appliquée et recherche opérationnelle, qui est professeur et membre émérite au Keble College, Université d'Oxford.

## Biographie
Il est reconnu comme le développeur de « l' indice de Gittins », qui est utilisé pour la prise de décision séquentielle, notamment en recherche et développement dans l'industrie pharmaceutique,. Ses recherches portent sur les probabilités appliquées, l'analyse décisionnelle et les décisions optimales, notamment l'arrêt optimal et l'optimisation stochastique.
Gittins est directeur adjoint de la recherche au Département d'ingénierie de l'Université de Cambridge de 1967 à 1974. Il est ensuite chargé de cours à l'Université d'Oxford de 1975 à 2005 et chef du département de statistique pendant 6 ans. En 1992, l'Université d'Oxford lui décerne le diplôme de docteur en sciences (D. Sci.). En 1996, il devient professeur de statistique à l'Université d'Oxford.
Il reçoit le Prix Rollo-Davidson (1982) pour les probabilistes en début de carrière et la médaille d'argent Guy (1984).